# Victor Friedrich Leberecht Petri
Victor Friedrich Leberecht Petri (* 21. Februar 1782 in Bernburg; † 4. Februar 1857 in Braunschweig) war ein deutscher Pfarrer und Lehrer für alte Literaturen und orientalische Sprachen am Collegium Carolinum in Braunschweig.

## Leben
Petri bereitete sich am Collegium Carolinum auf sein Theologiestudium vor, das er von 1799 bis 1802 in Göttingen absolvierte. 1803 wurde er Lehrer am Katharineum;1808 wurde er an der Academia Julia in Helmstedt zum Dr. phil. promoviert. Ab 1809 war er Pfarrer an der Reformierten Kirche in Braunschweig.
1814 wurde er Professor für Hebräisch am Collegium Carolinum und 1817 zusätzlich für Latein und Griechisch. Er war dritter Ordinarius.
Von 1821 bis 1827 war er Direktor des Gymnasiums Martineum. Danach wechselte er als Professor der alten Literatur und orientalischen Sprache wieder ans Collegium Carolinum. 1836 wurde er zum Hofrat benannt, 1853 zum Geheimen Hofrat. 
Petri wandte sich als führender Vertreter der humanistischen Abteilung wiederholt gegen die Umwandlung des Collegium Carolinum in eine Polytechnische Schule. Erst nach seinem Tod konnte 1862 die Umwandlung erfolgen, wobei die humanistische Abteilung aufgelöst wurde.
In Braunschweig war er Lehrer von Hoffmann von Fallersleben. Er bezeichnet ihn als einen Mann von vielseitiger Gelehrsamkeit und erfüllt von humanistischen Ideen; seinen Unterricht als sehr belehrend und anregend. Sein ernster, oft finsterer Blick wirkte nach Fallersleben anfangs eher abstoßend, bei näherem Kennenlernen wäre er aber von offenem teilnehmenden Charakter.